# Gare de Tanger-Ville
La gare de Tanger-Ville, également appelée gare de Tanger par l'Office national des chemins de fer (ONCF), est une gare ferroviaire marocaine. Principale gare de Tanger, elle est la seule de cette ville ouverte aux voyageurs.
Un important réaménagement a été effectué pour l'arrivée d'Al Boraq.

## Situation ferroviaire
Cette gare est établie en cul-de-sac, à quelques centaines de mètres du détroit de Gibraltar.
Elle est l'origine (PK 0,000) du chaînage des points kilométriques de la LGV Tanger - Kénitra. Elle est également l'origine physique de la ligne classique Tanger – Casablanca (it), où elle précède la gare de Tanger-Morora (fermée).

## Histoire

### Gare actuelle

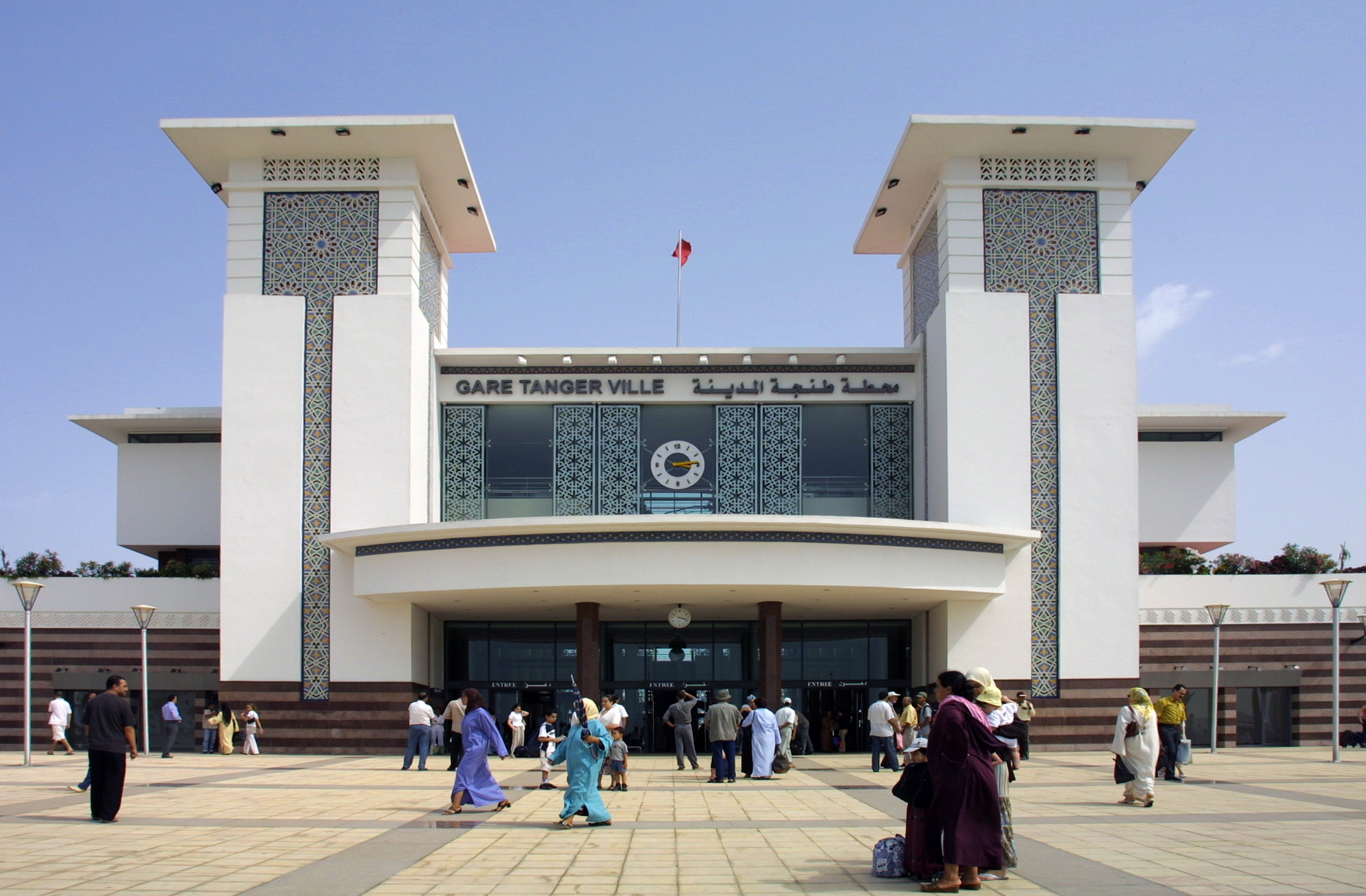
Le bâtiment voyageurs, dans son état de 2004.

Inaugurée le 27 août 2003, la gare a été conçue par l'architecte Youssef Melehi. Elle comprend un bâtiment voyageurs (d'une superficie de 1 880 m2), un centre polyvalent sur deux niveaux (d'une superficie totale de 2 700 m2), 3 quais avec abris, un parking et un mur de clôture en voile de béton. Le coût de sa réalisation s'est élevé à plus de 50 millions de dirhams ; les travaux, commencés le 15 janvier 2002, ont duré près de 18 mois.
La gare de Tanger-Ville a ainsi été érigée à un nouvel emplacement, à deux kilomètres du vieux port ; elle remplace deux anciennes gares situées dans le périmètre du port de Tanger-Ville, qui furent nommées Tanger-Ville et Tanger-Port[réf. nécessaire]. Pendant toute la durée du chantier, les voyageurs devaient descendre à la gare de Tanger-Morora (elle-même réaménagée par la suite), dans la banlieue sud de la ville, à 5 km dudit port ; une navette acheminaient alors les passagers en partance pour l'Europe jusqu'au terminal des ferries. L'objectif principal de la délocalisation de la gare de Tanger-Ville fut de supprimer la voie ferrée qui longeait la corniche tangéroise jusqu'au vieux port et donc de réaménager la zone balnéaire.

#### Réaménagement pour la grande vitesse
En prévision de la mise en service commercial de la LGV Tanger - Kénitra, un important réaménagement de la gare a été réalisé dans le milieu des années 2010 ; d'un coût d'environ 360 millions de dirhams, il a duré 30 mois.
Il est marqué par son agrandissement, avec la construction d'un nouveau bâtiment de 10 500 m2 (jouxtant le bâtiment voyageurs originel) et l'allongement des quais (désormais au nombre de 5, chacun mesurant 400 mètres). Un nouveau report temporaire du terminus des trains à Tanger-Morora fut nécessaire pendant une partie des travaux.

## Service des voyageurs

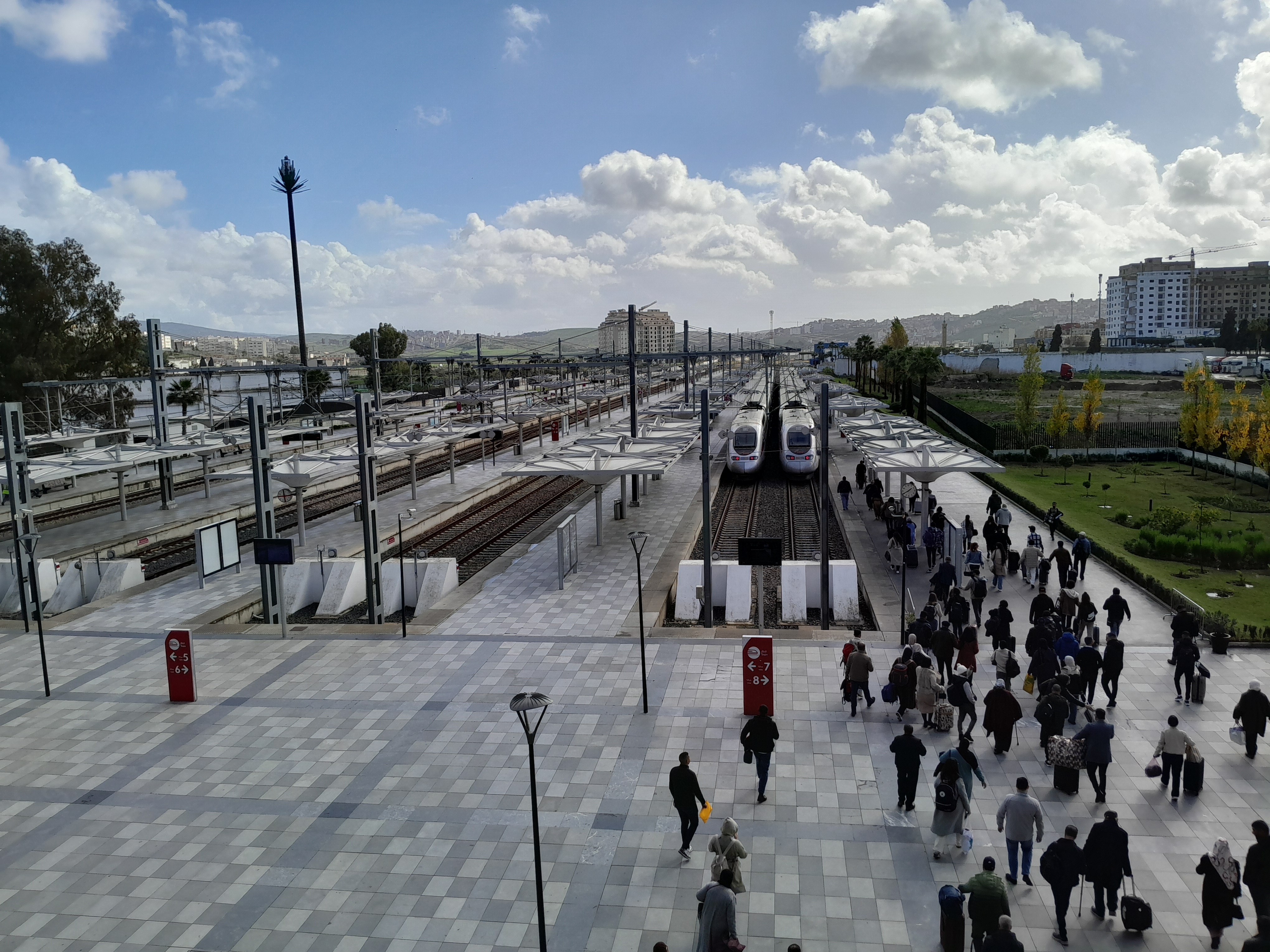
Voies et quais.

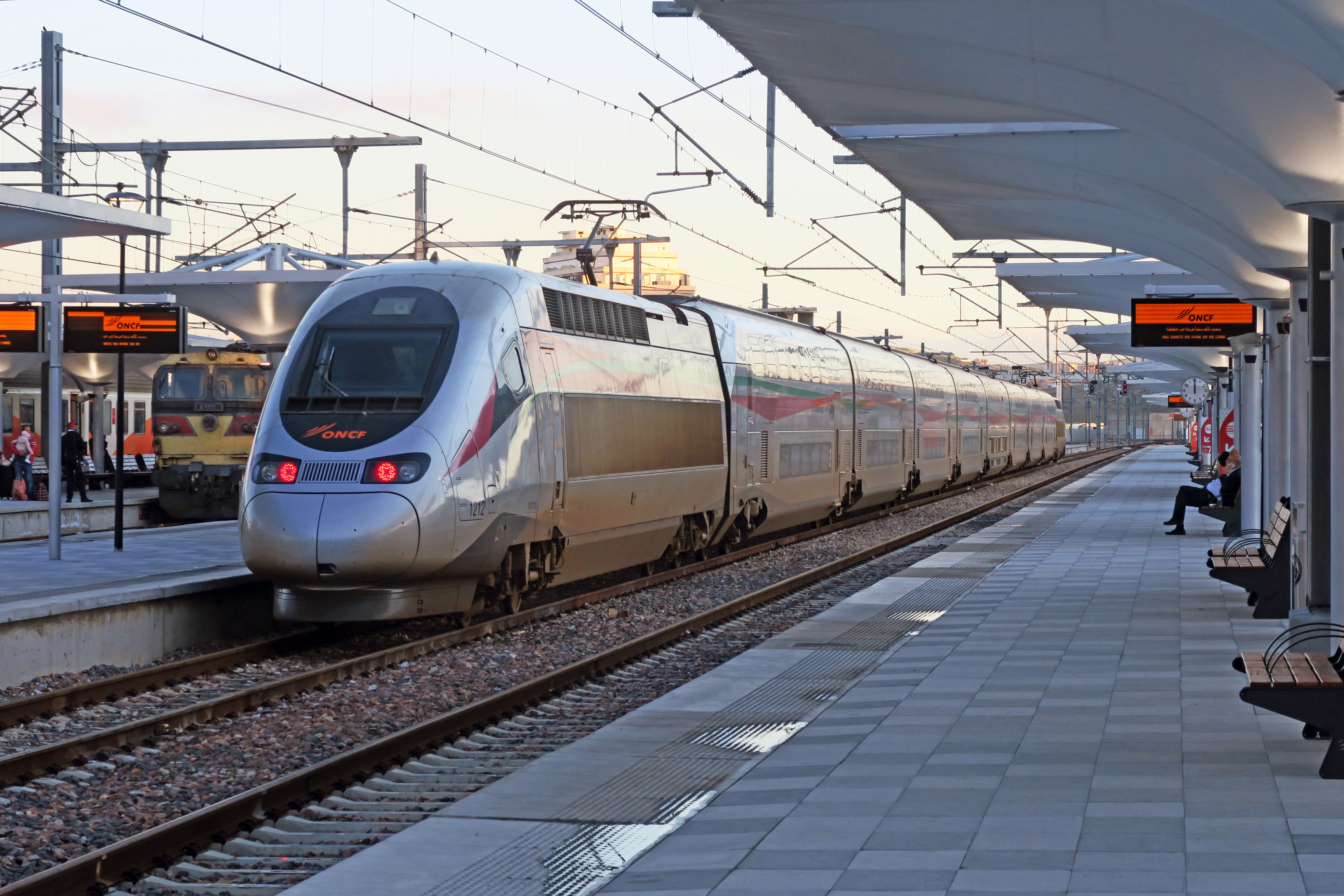
Rame Al Boraq à quai.

### Accueil
La gare dispose d'un important bâtiment voyageurs, équipé de guichets, ainsi que des installations pour les personnes à la mobilité réduite.

### Desserte
La gare est desservie par les trains assurant les relations suivantes :
- Tanger – Kénitra – Rabat – Casablanca (service Al Boraq, via la LGV Tanger - Kénitra) ;
- Tanger – Assilah – Sidi Kacem – Meknès – Fès – Taourirt – Oujda (Al Atlas) ;
- Tanger – Assilah – Sidi Kacem – Meknès – Fès (Al Atlas) ;
- Tanger – Assilah – Kénitra (Al Atlas) ;
- Tanger – Assilah – Sidi Kacem – Kénitra – Salé – Rabat – Mohammédia – Casablanca – Settat – Ben Guerir – Marrakech (liaison nocturne).

### Intermodalité
Un parking souterrain de 14 500 m2 est aménagé à ses abords.